# (7029) 1993 XT2
A (7029) 1993 XT2 egy kisbolygó a Naprendszerben. PCAS fedezte fel 1993. december 14-én.